# Kawęczyn (powiat lipski)
Kawęczyn – wieś sołecka w Polsce położona w województwie mazowieckim, w powiecie lipskim, w gminie Ciepielów.
| SIMC    | Nazwa          | Rodzaj    |
| ------- | -------------- | --------- |
| 0617657 | Dziurów-Petrów | część wsi |
| 0617634 | Nowy Kawęczyn  | część wsi |
| 0617640 | Stary Kawęczyn | część wsi |

Miejscowość utworzona 1 stycznia 2017 z połączenia wsi Nowy Kawęczyn i Stary Kawęczyn.
Wierni Kościoła rzymskokatolickiego należą do parafii Podwyższenia Krzyża Świętego w Ciepielowie.